# Blood Song
Blood Song è un film slasher del 1982 diretto da Alan J. Levi e Robert Angus (quest'ultimo non accreditato) ed interpretato da Frankie Avalon e Donna Wilkes.
Basato su un racconto di Joseph Shink, Blood Song fu adattato dallo stesso Shink insieme ai produttori Avianca e Montana. Pur non essendo stato perseguito per oscenità, il film venne sequestrato e confiscato nel Regno Unito ai sensi della Sezione 3 dell'Obscene Publications Act 1959 durante l'ondata di panico causata dai "video nasty".

## Produzione

### Sviluppo
Blood Song è basato su un racconto di Joseph Shink, che ha adattato la sceneggiatura con Frank Avianca e Lenny Montana. Montana scelse Frankie Avalon per il ruolo dell'assassino dopo aver visto la sua interpretazione in un episodio di Fantasilandia. Secondo un report del 1980, Carol Lynley era stata scelta per recitare nel film.

### Riprese
Le riprese del film iniziarono alla fine di ottobre 1980 sulla costa centrale dell'Oregon, comprese le location di Coos Bay, Charleston, Coquille, e North Bend. La troupe cinematografica era composta da circa 75 persone.
Jim Kimbell, produttore esecutivo per la Mountain High Enterprises, la società di produzione del film, suggerì Coos Bay come location per le riprese, perché aveva in precedenza vissuto lì e la riteneva l'ambientazione ideale per il film. I luoghi delle riprese a Coos Bay includevano la Coos Head Timber Company, il Pony Village Mall, la Gino's Pizzeria e il Charleston Small Boat Basin. Le riprese del film, girato con il titolo provvisorio del film Premonitions e con un budget di 1,2 milioni di dollari, erano programmate per un totale di 22 giorni. Sebbene non accreditato, Robert Angus ha lavorato come regista aggiuntivo nel film.

### Colonna sonora
Il film presenta una canzone originale, "It's All In Your Mind", eseguita da Lainie Kazan.

## Distribuzione

### Cinema
Blood Song venne distribuito nei cinema statunitensi dalla Summa Vista Pictures il 1º ottobre 1982.
In Italia il film è tutt'ora inedito.

### Home media
Il film venne distribuito in VHS negli Stati Uniti nella primavera del 1983. Sebbene non fosse stato perseguito per oscenità, venne sequestrato e confiscato nel Regno Unito ai sensi della Sezione 3 dell'Obscene Publications Act 1959 durante il panico per i "video nasty", a causa del suo contenuto violento.
Negli anni '90 venne ridistribuito dalla Coast-to-Coast Video con il titolo Dream Slayer con la scritta "Slayer" sulla copertina stilizzata in modo simile al logo della band thrash metal californiana Slayer
Il film è stato distribuito in DVD dalla BCI Entertainment come parte della loro linea di film in doppia programmazione Exploitation Cinema insieme al film Mausoleum.